# فرودگاه شهری لا کروس
فرودگاه شهری لا کروس (به انگلیسی: La Crosse Municipal Airport) یک فرودگاه همگانی ۴۵۶۴۶ با کد یاتا LSE است . این فرودگاه در کشور ایالات متحده آمریکا قرار دارد و در ارتفاع ۲۰۰ متری از سطح دریا واقع شده است.